# 화이트채플 자경위원회

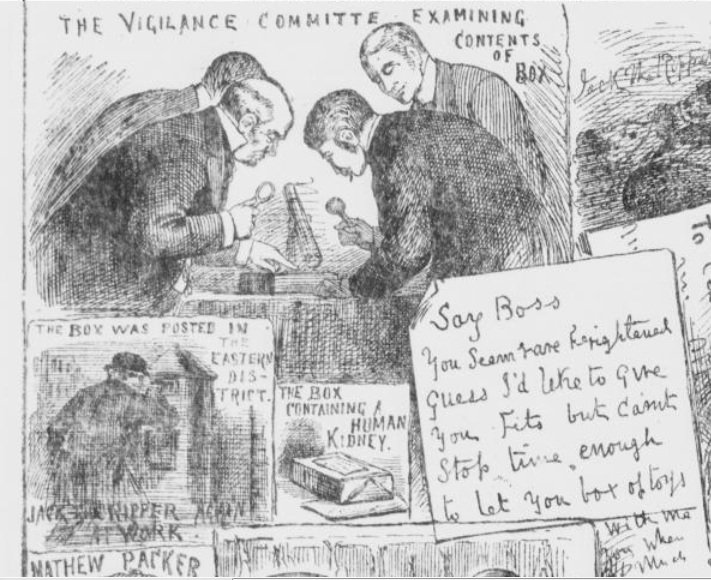
러스크에게 배달된 상자 내용물을 검사하는 자경위원회 회원들

화이트채플 자경위원회(Whitechapel Vigilance Committee)는 런던 화이트채플에서 연쇄살인사건이 횡행하던 1888년 활동한 자율방범단체이다. 위원회에 가입한 방범대원들은 대개 야간에 살인자를 추적했다. 자경위원회를 세운 것은 살인사건이 일대의 상업에 영향을 미친다고 생각한 지역 상인들이었다. 위원장은 건축업자 조지 러스크로 1888년 9월 10일 제1차 회의에서 위원장으로 선출되었다.
그 외에 자경위원회 가입자로는 마일엔드 로의 크라운 공용주택 건물주인 조지프 아론스(Joseph Aarons; 회계), B. 해리스(B. Harris; 서기), 코헨(Cohen), H. A. 해리스(H. A. Harris), 로턴(Laughton), 휴턴(Houghton), 로드(Lord), 아이작스(Isaacs), 로저스(Rogers), 미첼(Mitchell), 바르네트(Barnett), 호지킨스(Hodgkins), 린제이(Lindsay), 리브스(Reeves), 제이컵스(Jacobs) 등이 있었다. 1999년 10월 5일자 《데일리 텔레그래프》는 위원회의 주요 구성원들이 “건축업자, 담배제조인, 재단사, 액자제조인, 주류공급자, 그리고 ‘배우’ 등 상인 계층에서 주로 나왔다”고 밝혔다. 마지막의 배우란 아마 광대 찰스 리브스(Charles Reeves)를 말하는 것 같다.
위원장으로서 러스크의 이름은 전국구 신문에 여러 번 오르내렸고 잭 더 리퍼의 정체에 관한 제보 및 제보에 관한 포상에 인색한 정부의 태도에 불평하는 포스터에도 그의 얼굴이 올라왔다. 이렇게 유명해진 탓에 러스크는 자칭 살인자들이들 보낸 협박 편지를 받기도 했다. 1888년 9월 17일자 이름에도 러스크가 언급되고 20세기 말의 문서들에서도 빈번하게 발견된다. 그러나 대부분의 전문가들은 이것은 현대에 들어 조작된 것이라 본다.
1888년 9월 30일 자경위원회 회원들은 살인자를 체포할 수 있는 정보에 대한 포상을 실시하라고 솔즈베리 후작 내각을 설득했다. 내무장관 헨리 매튜스가 이를 거부하자 자경위원회는 자체적으로 포상금을 내걸었다. 또한 위원회는 사립탐정 두 명(르그랑Le Grand 또는 그랜드Grand라는 이와 J.H. 배츨러J.H. Batchelor라는 이)을 고용하여 경찰과 무관하게 살인자를 수사하도록 주문하기도 했다.
자경위원회는 광역경찰청의 지역 공동체 보호가 충분하지 않다고 여겨 불만족스러워했고, 그래서 자체적인 순찰대를 만들었다. 일자리가 없는 남자들 중 후보자를 엄선하여 이스트엔드의 길거리들을 매일 저녁부터 한밤중을 지나 다음날 새벽 4시에서 5시 사이까지 순찰하도록 했다. 이들 순찰대원 각각은 위원회로부터 소액의 금료를 받았으며, 호루라기, 덧신장화, 몽둥이 등으로 무장했다. 위원회 간부들도 크라운 공동주택에 매일 저녁 모여서 회의를 열었고 오전 12시 30분이 되면 공동주택 문을 닫고 거리의 순찰대원들에게 합류했다. 얼마 뒤 노동자 자경위원회에서도 이 순찰행위에 참여했다.
1888년 10월 16일 위원장 러스크 앞으로 “지옥으로부터” 편지가 인간의 신장 반쪽과 함께 배달되었다. 많은 잭 더 리퍼 학자들은 수많은 자칭 살인자의 편지들 중 이 편지가 실제 살인자가 보낸 편지일 가능성이 가장 높다고 본다.